# Франкфуртський університет
Франкфуртський університет імені Йоганна Вольфганга Ґете (нім. Johann Wolfgang Goethe-Universität Frankfurt am Main) — університет у Франкфурті-на-Майні, заснований в 1912 році, відкритий в 1914 році. Входить до десятки найбільших університетів Німеччини, зокрема, до об'єднання German U15.

## Факультети
- юридичний
- економічний
- суспільних наук
- педагогічний
- психології та спортивної науки
- Євангелічної теології
- католицької теології
- філософсько-історичний
- мовознавства та культурознавство
- нової філології
- геолого-географічний
- інформатики та математики
- фізичний
- біохімії, хімії та фармацевтики
- біологічний
- медичний

## Відомі викладачі
- Теодор Адорно
- Макс Горкгаймер
- Карл Маннгайм
- Карл Людвіг Зігель
- Ернст Канторович
- Матіас Фрідвагнер
- Гельмут Феттер
- Сандра Цісек

## Відомі студенти
- Теодор Адорно
- Макс Горкгаймер
- Гельмут Коль
- Роланд Кох
- Абрагам Бухгольцер